# Раиса Горбачова
Раиса Максимовна Горбачова (моминско фамилно име Титаренко, 5 януари 1932 – 20 септември 1999) е съветска общественичка, съпруга на президента на СССР Михаил Горбачов.

## Биография
Родена е в Алтайски край през 1932 г. Учи в Московския държавен университет (МГУ). От 1960 до 1979 г. преподава политология в Ставрополския университет. Кандидат на социологическите науки. От 1988 г. оглавява благотворителна организация, а от 1997 г. – „Клуб на Раиса Максимовна“.
Със съпруга си имат дъщеря Ирина Михайловна Горбачова (род. 1957).
Умира от левкемия на 20 септември 1999 г. в Мюнстер, Германия и е погребана в Москва.